# Escape (Whodini)
Escape è il secondo album dei Whodini. È stato pubblicato nel 1984 da Jive/Arista Records Records. I singoli estratti sono: "Five Minutes of Funk", "Friends" e "Freaks Come Out at Night".  Nel 1998, l'album è entrato a far parte dei 100 Best Rap Album. Nel 2008, la canzone "Freaks Come Out at Night" è stato classificata alla posizione n°71 delle 100 Greatest Songs of Hip Hop.
| Recensione       | Giudizio |
| ---------------- | -------- |
| AllMusic         | [ 2 ]    |
| Robert Christgau | B+       |

## Tracce
Lato A
1. "Five Minutes of Funk" – 5:25
2. "Freaks Come Out At Night" – 4:45
3. "Featuring Grand Master Dee" – 5:45
4. "Big Mouth" – 2:57

Lato B
1. "Escape (I Need a Break)" – 3:43
2. "Friends" – 4:38
3. "Out of Control" – 4:16
4. "We Are Whodini" – 6:59

## Classifiche

### Classifiche settimanali
| Classifica (1985)         | Posizione massima |
| ------------------------- | ----------------- |
| Stati Uniti               | 35                |
| US Top R&B/Hip-Hop Albums | 5                 |

### Classifiche di fine anno
| Classifica (1985)         | Posizione massima |
| ------------------------- | ----------------- |
| Stati Uniti               | 32                |
| US Top R&B/Hip-Hop Albums | 10                |